# Патрон
 Тази статия е за вида боеприпас.  Вижте също: Патрон (покровител).
Патронът за огнестрелно оръжие представлява тяло от четири компонента: гилза, възпламенителен капсул, заряд барут и куршум. Калибърът на патрона е външният диаметър на куршума. Има различни видове патрони според предназначението им.
- Бойните патрони са използвани от всички военни леки стрелкови оръжия. Характеризират се с неголям калибър, но висока начална скорост и оловен куршум, обвит в месингова ризница, като някои от тях имат и стоманена сърцевина за по-голям пробиващ ефект. Някои от тях имат бутилковидна форма на гилзата за по-голямо нагнетяване на газовете при изстрел.

- Ловните патрони са с предназначение лов на дребен бързодвижещ дивеч, снарядяват се със сачми за да осигурят голямо бито поле, осканалните линии на двуцевна ловна пушка успоредка се пресичат на 35-я метър.

- Сигналните и халосните патрони се различават от бойните по отсъствието на куршум. Възпроизвеждат само звуков ефект. Използват се за парадни и увеселителни цели. (рус. свистелки перделки)

- Газовите патрони се използват от газовите оръжия. Вместо куршум изхвърлят прахообразно вещество обикновено CS (C10H5ClN2 2-chlorobenzalmalononitrile, жълта капачка) или CN (хлорацетофенон C6H5COCH2Cl, синя или виолетова капачка, в зависимост от концентрацията)

## Видове патрони
- AP (Armor Piercing) – с бронебоен куршум;
- BT (Boat Tail) – с конусна задна част; при големи калибри се намалява ефекта на забавяне, вследствие завихряне при обтичането;
- FMJ (Full Metal Jacketed) – с облечен с метална (месингова, медна или стоманена) ризница куршум;
- GLASER Safety Slug – с лесно разрушаем куршум (с „контролируема балистика“),  създаден е в средата на 70-те години на 20 век;
- JFP (Jacketed Flat Point) – с жакетиран, с плосък връх куршум;
- JSP (Jacketed Soft Point) – с полуоблечен куршум с мек връх;
- JHP (Jacketed Hollow Point) – полуоблечен, с вдлъбнат връх,  разновидност на JSP, но с глух отвор на носа на куршума;
- JRN (Jacketed Round Nose) – облечен, със закръглен връх;
- HydraShock (ХидраШок) – често наричан без основание „хидрошок“, полуоблечен, с експанзивен кух връх;
- L (Lead) – оловен;
- LHP (Lead Hollow Point) – оловен, с кух връх;
- LRN (Lead Round Nose) – оловен, с мек закръглен връх;
- LSW (Lead Semi Wadcutter) – оловен, с плосък връх за стрелба по мишена;
- LWC (Lead Wad Cutter) – оловен, с напълно плосък връх за стрелба по мишена;
- THV (Tres Haute Vitesse, фр.) – високоскоростен, с висок възпиращ ефект и малка проникваща способност;
- WC (Wadcutter) – куршум с плосък връх (от олово), специално изработен за стрелба по хартиени и близко разположени мишени, използва се за стрелкови състезания;
- Teflon coated bullet – куршум, който е облечен с тефлон за проникване през кевлар;
- Стоп патрони – вместо куршум в патрона има торбичка с оловни или пластмасови сачми, в случай че не се търси ликвидация на целта;
- Blank bullet (халосни патрони) – представляват боеприпас без куршум;
- +Р, +Р+ (Power) – за патрони с повишена мощност;
- WMR (Winchester Magnum Rimfire) – патрон с периферно възпламеняване.